# جاجيك

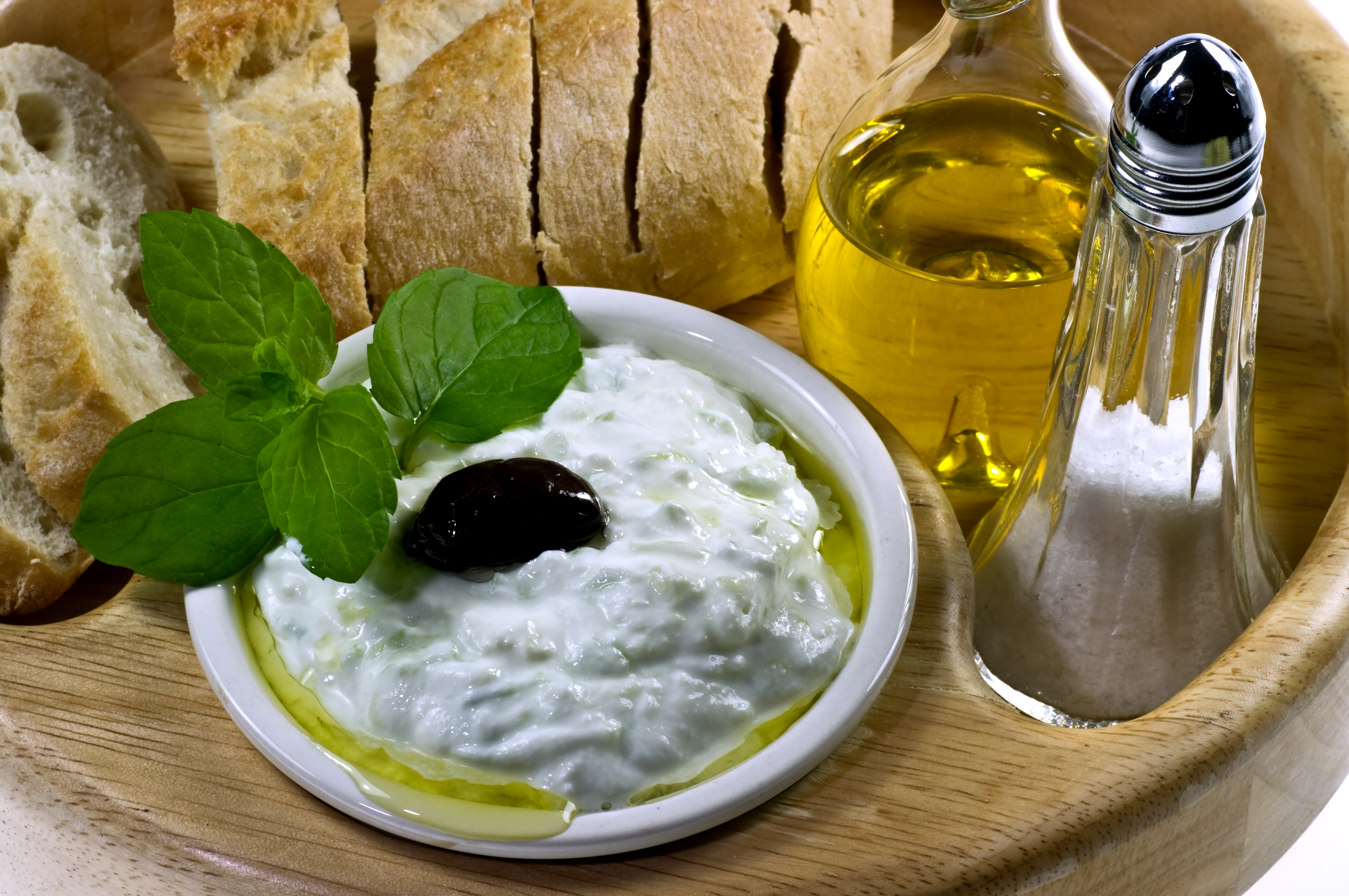
جاجيك

جاجيك (بالتركية: cacık)‏ هي من المقبلات اليونانية، وتتكون من الخيار واللبن مع بعض الاضافات الأخرى كالثوم والملح والزيت. وكلمة جاجيك مشتقة من الكلمة اليونانية «تساسيكى» τζατζίκι بمعنى الخيار المفروم. يُقدم مقبلًا باردًا أي مزة وطبقًا جانبيًا وصلصة لصندويشات سُفلاكي وجيروس وأطعمة أخرى

## تاريخ
تارتور هو اسم طبق مصنوع من الجوز المطحون والخل في الإمبراطورية العثمانية، وتكونت الأطباق من مختلف المكونات في المنطقة، بما في ذلك الغموس والسلطات والصلصات، شاع الاسم في بلاد الشام تاراتور حيث الطبق عبارة عن صلصة تعتمد على الطحينة، بينما في تركيا والبلقان تعني مزيجًا من الزبادي والخيار، وأحيانًا مع الجوز لقد أصبح جزءًا تقليديًا من المزة.